# Jerry West Award

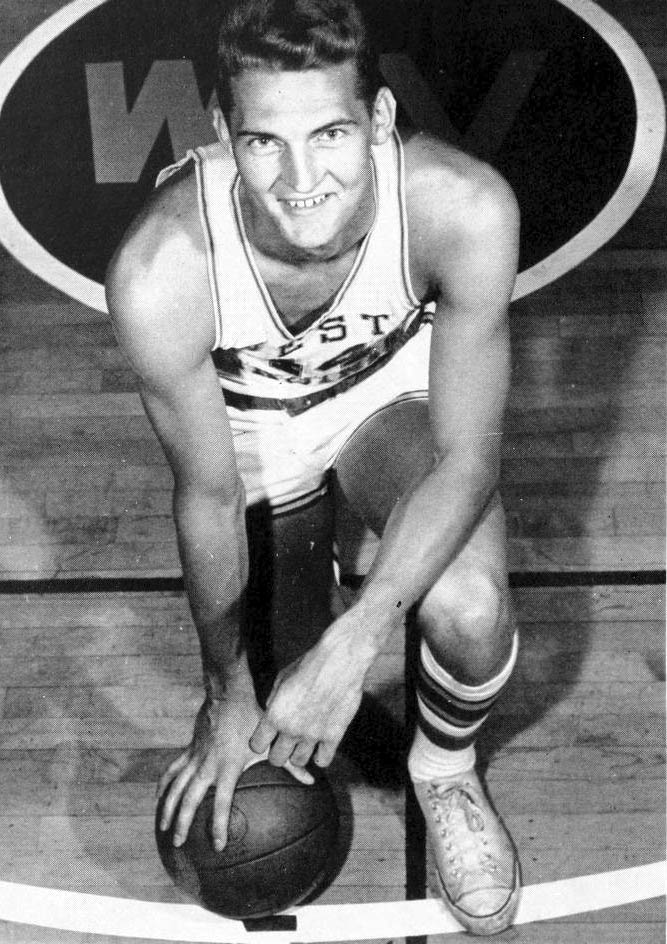
Jerry West w 1959 roku, jako zawodnik uczelni Wirginii Zachodniej.

Jerry West Shooting Guard of the Year Award – nagroda przyznawana corocznie przez Koszykarską Galerię Sław im. Jamesa Naismitha najlepszemu koszykarzowi akademickiemu, występującemu na pozycji rzucającego obrońcy.
Po sukcesie nagrody – Bob Cousy Award, którą zaczęto przyznawać w 2004 roku, kapituła Galerii Sław stworzyła ją wraz z trzema innymi (Julius Erving Award, Kareem Abdul-Jabbar Award, Karl Malone Award) na inauguracyjną ceremonię – College Basketball Awards w 2015 roku. Nadano jej imię Jerry'ego Westa, mistrza (1972) oraz MVP finałów (1969) NBA. Pierwszym w historii laureatem nagrody został D'Angelo Russell.

## Laureaci
| *            | Nagrodzony tytułem Zawodnika Roku : Naismith College Player of the Year lub John R. Wooden Award |
| Zawodnik (X) | Oznacza liczbę nagród uzyskanych przez tego samego zawodnika                                     |
| Freshman     | Zawodnik pierwszego roku                                                                         |
| Sophomore    | Zawodnik drugiego roku                                                                           |
| Junior       | Zawodnik trzeciego roku                                                                          |
| Senior       | Zawodnik ostatniego roku                                                                         |

| Sezon   | Zawodnik         | School         | Status    |
| ------- | ---------------- | -------------- | --------- |
| 2014–15 | D’Angelo Russell | Ohio State     | Freshman  |
| 2015–16 | Buddy Hield      | Oklahoma       | Senior    |
| 2016–17 | Malik Monk       | Kentucky       | Freshman  |
| 2017–18 | Carsen Edwards   | Purdue         | Sophomore |
| 2018–19 | R.J. Barrett     | Duke           | Freshman  |
| 2019–20 | Myles Powell     | Seton Hall     | Senior    |
| 2020–21 | Chris Duarte     | Oregon         | Senior    |
| 2021–22 | Johnny Davis     | Wisconsin      | Sophomore |
| 2022–23 | Marcus Sasser    | Houston        | Senior    |
| 2023–24 | R. J. Davis      | North Carolina | Graduate  |
| 2024–25 | Chaz Lanier      | Tennessee      | Graduate  |